# Krasninskoje
Krasninskoje (russisch Краснинское) ist ein Dorf (selo) in Russland. Es gehört der Oblast Kemerowo und dem Rajon Promyschlennaja an.

## Umgebung
Der Ort liegt etwa 50 km westnordwestlich der Großstadt Leninsk-Kusnezki im Westen der mittelsibirischen Oblast Kemerowo unweit des Flüsschens Okunewka aus dem Flusssystem des Ob. Die Umgebung von Krasninskoje ist stark von ackerbaulicher Nutzung geprägt. Unweit von Krasninskoje liegende Dörfer sind Progress, Puschkino, Kamenka und Schurinka.